# 사이쿄
사이쿄(Psikyo)는 1992년에 설립된 일본의 비디오 게임 개발사였다. 본래 소닉 윙즈 시리즈를 제작했던 비디오 시스템 개발진들이 독립해 세운 회사로, 아케이드 시장을 바탕으로 주로 진행형 슈팅 게임과 성인용 마작 게임을 개발했다.
2002년 크로스너츠가 인수한 후 개발진 대부분이 해체됐고, 현재는 외부 인력이 개발을 담당하는 브랜드로서만 남아있다.2019년 3월에 사이쿄의 모든 재산권을 시티 커넥션이 보유하게 되었다.

## 게임 목록

### 슈팅 게임
- 《사무라이 에이스》 (1993)
- 《건버드》 (1994)
- 《스트라이커즈 1945》 (1995)
- 《텐가이》 (1996)
- 《솔 디바이드》 (1997)
- 《스트라이커즈 1945 II》 (1997)
- 《제로 거너》 (1997)
- 《스페이스 보머》 (1998)
- 《건버드 2》 (1998)
- 《파일럿 키즈》 (1999)
- 《스트라이커즈 1999》 (1999)
- 《스트라이커즈 1945 플러스》 (1999)
- 《드래곤 블레이즈》 (2000)
- 《캐논 스파이크》 (2000)
- 《제로 거너 2》 (2001)

### 기타
- 1994년 배틀 K-로드
- 1997년 대전 핫 기믹, 타락천사 The Fallen Angels
- 1998년 대전 핫 기믹 쾌락천
- 1999년 대전 핫 기믹 3 디지털 서핑
- 2000년 로드 러너 더 디그 파이트, 대전 핫 기믹 4에버, 퀴즈로 아이돌! 핫 데뷰, 가자! 온천 탁구!!
- 2001년 건바리치, 대전 핫 기믹 인테그럴
- 2002년 G-Taste